# Sándor Gál

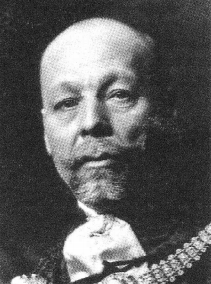
Sándor Gál

Sándor Gál (Gyergyóújfalu, 13 december 1855 – Reghin, 4 september 1937) was een Hongaars advocaat en politicus, die van 1909 tot 1910 de functie van voorzitter van het Huis van Afgevaardigden uitoefende.

## Biografie
Gál werd geboren in een arm gezin in het Zevenburgse Gyergyóújfalu. Hij behaalde zijn diploma geneeskunde dankzij de financiële steun van katholieke stichtingen. Na zijn studies ging hij aan de slag in Szászrégen en ging uiteindelijk in de politiek in het comitaat Maros-Torda. In 1901 werd hij voor de Onafhankelijkheidspartij verkozen in het Huis van Afgevaardigden, waarvan hij tot 1918 lid was en van 1909 tot 1910 ook de voorzitter.